# Pepim
Pepim is een plaats (freguesia) in de Portugese gemeente Castro Daire en telt 436 inwoners (2001).